# Deurali (Kaski)
Deurali (nep. देउराली) – gaun wikas samiti w zachodniej części Nepalu w strefie Gandaki w dystrykcie Kaski. Według nepalskiego spisu powszechnego z 2001 roku liczył on 659 gospodarstw domowych i 2882 mieszkańców (1611 kobiet i 1271 mężczyzn).